# Cantón de Pontaumur
El cantón de Pontaumur era una división administrativa francesa, que estaba situada en el departamento de Puy-de-Dôme y la región de Auvernia.

## Composición
El cantón estaba formado por dieciséis comunas:
- Combrailles
- Condat-en-Combraille
- Fernoël
- Giat
- La Celle
- Landogne
- Miremont
- Montel-de-Gelat
- Pontaumur
- Puy-Saint-Gulmier
- Saint-Avit
- Saint-Étienne-des-Champs
- Saint-Hilaire-les-Monges
- Tralaigues
- Villosanges
- Voingt

## Supresión del cantón de Pontaumur
En aplicación del Decreto n.º 2014-210 de 21 de febrero de 2014, el cantón de Pontaumur fue suprimido el 22 de marzo de 2015 y sus 16 comunas pasaron a formar parte del nuevo cantón de Saint-Ours.